# 神盾局特工 (第二季)
《神盾局特工》第二季（英語：Agents of S.H.I.E.L.D. Season 2）在2014年9月23日至2015年5月12日間於ABC首播，是根據漫威漫畫中的组织神盾局（國土戰略防禦攻擊與後勤保障局）改編，故事圍繞在探員菲爾·考森（克拉克·格雷格飾演）與其團隊的故事，由喬斯·溫登、傑德·溫登與茉莉莎·譚雀羅蘭開創。
本季於2014年5月8日獲得續訂，並在2015年5月7日宣布續訂第3季。

## 卡司

### 主要演員
- 克拉克·格雷格 飾演 菲爾·考森
- 溫明娜 飾演 梅琳達·梅
- 布雷特·達爾頓 飾演 葛蘭特·沃德
- 汪可盈 飾演 黛西·「絲凱」·約翰森
- 伊恩·德·卡斯泰克 飾演 里奧·費茲
- 伊麗莎白·韓斯翠奇 飾演 潔瑪·西蒙斯
- 尼克·布魯德 飾演 蘭斯·杭特（英语：Lance Hunter）
- 阿德琳妮·帕里奇 飾演 芭比·莫斯

### 常設演員
- 凱爾·麥克拉克倫 飾演 凱文·約翰森
- 愛德華·詹姆斯·奧莫斯 飾演 羅伯特·岡澤勒斯
- B·J·布利特（英语：B.J. Britt） 飾演 安東尼·崔普雷特
- 露絲·奈嘉 飾演 蕾娜
- 亞卓安·帕斯達（英语：Adrian Pasdar） 飾演 葛倫·塔伯特（英语：Glenn Talbot）
- 瑞德·戴蒙 飾演 丹尼爾·懷特霍（英语：Kraken (character)）
- 亨利·西蒙斯 飾演 艾爾方索·「麥克」·麥肯齊（英语：Al MacKenzie）
- 迪辰·拉克曼 飾演 嘉穎·約翰森
- 盧克·米歇爾 飾演 林肯·坎貝爾
- 帕頓·奧斯瓦爾特 飾演 比利與山姆·柯尼吉
- J·奧格斯特·理查德（英语：J. August Richards） 飾演 麥克·彼德森／死亡戰士
- 克莉斯汀·亞當斯（英语：Christine Adams (actress)） 飾演 安妮·威佛
- 西蒙·凱斯安尼斯 飾演 蘇尼爾·巴克希
- 布萊爾·安德伍德（英语：Blair Underwood） 飾演 安德魯·迦納
- 瑪雅·斯托揚（英语：Maya Stojan） 飾演 卡拉·蓮恩·帕拉瑪斯／特工三十三號
- 傑米·哈里斯 飾演 高登
- 艾麗西婭·維拉·貝利 飾演 愛麗莎·懷特利

### 客串演員
- 寇碧·史莫德斯 飾演 瑪莉亞·希爾
- 海莉·阿特維爾 飾演 佩姬·卡特
- 潔米·亞歴山大 飾演 希芙
- 露西·勞倫斯 飾演 伊莎貝兒·哈特利
- 肯尼斯·崔（英语：Kenneth Choi） 飾演 詹姆斯·「吉米」·森田
- 提姆·德凱 飾演 克里斯迪安·沃德
- 迪倫·明尼特 飾演 唐尼·吉爾（英语：Blizzard (comics)）

## 集數
| 總集數 | 集數 （季） | 標題                                                     | 導演                       | 編劇                                    | 首播日期       | 美國收視人數 （百萬） |
| --- | ----------- | -------------------------------------------------------- | -------------------------- | --------------------------------------- | -------------- | --------------------- |
| 23 | 1           | 陰影 Shadows                                             | 文森·米斯亞諾              | 傑德·溫登 ＆ 茉莉莎·譚雀羅安            | 2014年9月23日  | 5.98                  |
| 1945年，佩姬·卡特率領咆哮突擊隊攻下九頭蛇的一座基地，逮捕其首領沃納·萊茵哈特，沒收在場武器與物品，當中包括印有神秘圖文的「方尖碑」以及一具“藍色皮膚外星人”的屍體。回到現代，神盾局瓦解後遭受政府全面通緝，接任領導位置的考森在同袍的協助下，獨自指揮對外宣告“不存在”的神盾局。當他們監視一名前神盾局幹部前來交易有關方尖碑的機密資料時，一名男性異能者卡爾·克瑞爾殺死該幹部後逃之夭夭。絲凱升格為外勤特工，受令去審問被關在操場總部地下室牢房的沃德，獲取克瑞爾的資料、以及九頭蛇通用的頻率，得知他們即將派克瑞爾去刺殺正在全力抓捕神盾局及九頭蛇的空軍準將葛倫·塔伯特。考森的隊伍及時營救塔伯特，但塔伯特對神盾局還是不屑一顧，眾人只能利用他來潛入軍方基地，取回一些被軍方查封的神盾局儀器、資產、以及一架具有隱形功能的昆式戰鬥機。當時，與神盾局聯手的英國傭兵伊莎貝·哈特利尋獲方尖碑，然而空手握住它的時候不但被黏住，整隻手臂開始呈現潰爛狀態，她的部下蘭斯·杭特將他緊急撤離出去，但克瑞爾前來伏擊引發車禍殺死哈特利，杭特則被軍方逮捕。完成任務的克瑞爾匯報給九頭蛇幹部蘇尼爾·巴克希，其將消息傳遞給至今保持年輕的萊茵哈特，現已化名為丹尼爾·懷特霍。 |             |                                                          |                            |                                         |                |                       |
| 24 | 2           | 任重道遠 Heavy Is the Head                               | 傑西·鮑奇克                | 保羅·賽貝薛斯基                         | 2014年9月30日  | 5.05                  |
| 杭特被軍方捕獲後與塔伯特達成協議，之後重返神盾局匯報自己被捕的經歷，同時暗中策劃向克瑞爾實施復仇。而克瑞爾得到方尖碑後由於空手接觸，使自己的手臂無法復原，以至於不小心殺人後被神盾局發現。留在實驗室中的費茲由於之前腦細胞缺氧受損而無法正確思考，與神盾局新招募的電機師麥克合作，製造出一個能夠制伏克瑞爾的武器。提前追蹤到克瑞爾與巴克希的交易地點後，考森派遣梅帶領小隊前去監視，但杭特卻在任務期間用冷凍槍擊昏梅和絲凱，自行拿槍出去企圖親自殺死克瑞爾；然而他不慎低估克瑞爾的強大，險些被殺之際被同伴所救，而落單的克瑞爾被捕獲。哈特利被安排適當的葬禮，對此感激的杭特繼續留在神盾局，而考森親自會面塔伯特遞交克瑞爾，兩者勉強達成共識，而巴士飛機的隱形功能同時完工，讓神盾局繼續留在暗處行動。久違的蕾娜再度現身，取回方尖碑後跟絲凱的親生父親「神秘醫生」合作。 |             |                                                          |                            |                                         |                |                       |
| 25 | 3           | 結交朋友、影響他人 Making Friends and Influencing People | 鮑比·洛斯                  | 莫妮卡·歐烏蘇·布林                      | 2014年10月7日  | 4.73                  |
| 離開神盾局的潔瑪在考森的命令下，潛入九頭蛇旗下的科研機構臥底搜集資料，並發現他們即將去捉拿脫離神盾局控制的唐尼·吉爾。絲凱詢問沃德後得知九頭蛇會實行的一種特殊洗腦口令，而考森靠潔瑪提供的情報而加派人手前去摩洛哥卡薩布蘭卡，打算早一步去捕獲唐尼。總部無人期間，費茲經不起好奇而跑到地下室找到沃德，將自己的腦損傷怪罪於他，關閉牢房內的氧氣讓沃德感同身受，直到聽我的供述九頭蛇早已對唐尼腦中佈下洗腦的指令。同時，巴克希逐漸懷疑潔瑪的忠心，為了測試她而將她一同帶往搜捕唐尼的任務中，透過潔瑪將他引出來後對他重新洗腦操縱住。梅這時帶隊抵達現場，知情潔瑪的臥底任務而放走她們，而絲凱及時開槍使得失控的唐尼中槍落海。任務結束後，成功撤離的巴克希贈予潔瑪更多權限，認為洗腦口令可作為備用方案。絲凱回總部後找到沃德，從沃德口中聽到有關自己親生父親的事情，開始對此半信半疑。 |             |                                                          |                            |                                         |                |                       |
| 26 | 4           | 正面迎敵 Face My Enemy                                   | 凱文·譚雀羅安              | 德魯·Z·格林伯格                         | 2014年10月14日 | 4.70                  |
| 考森與梅喬裝打扮參加一個慈善舞會，去拿一個刻有相同外星圖文的畫作，但兩人卻發現塔伯特在場並先一步拿到。為此，當梅跑去試探時，發現塔伯特為巴克希所裝扮，並且未發現他帶來一名遭受洗腦控制的神盾局特工三十三號，被他們擊敗後遭抓獲。三十三號之後帶納米面具偽裝成梅潛入神盾局中，破壞巴士卻不慎被考森用細節識破。同時，巴克希試圖對梅施行拷打與洗腦，但考森在關鍵時刻感到營救真正的梅。梅解脫後和三十三號對打，用電線電毀她的面具、過程燒焦她的半邊臉。此時，處於危機的巴士在費茲的修復下恢復正常，費茲也經過此事後開始重新回到眾人的懷抱。之後，巴克希雖然逃跑，但神盾局還是成功得到畫作，同時也將事情通報真正的塔伯特。任務失敗下，懷特霍威脅蕾娜幫他奪回方尖碑，不然就會殺她。 |             |                                                          |                            |                                         |                |                       |
| 27 | 5           | 籠中之鳥 A Hen in the Wolf House                         | 荷莉·戴爾                  | 布蘭特·佛烈契                           | 2014年10月21日 | 4.36                  |
| 蕾娜為了保命而跑去請求神秘醫生，打算拿回方尖碑卻遭到拒絕，神秘醫生甚至在動怒下徒手殺死兩個人。蕾娜在陷入進退兩難下，突然間發現潔瑪的臥底身份，於是在夜晚時將考森約出來以此情報來敲詐他，聲言如果考森願意提供絲凱的話就不會揭穿潔瑪的身份。誰知考森卻第一時間拒絕，而蕾娜的照片證據也在第一時間傳送給科研機構的所有人；巴克希帶隊前去捉拿她時，走投無路的潔瑪卻被機構中的九頭蛇保全隊長、同時也是一名神盾局的臥底女特工的芭比·莫斯營救出去。考森在蕾娜身體中植入跟蹤器來借此揪出九頭蛇，而絲凱卻私自脫隊來到指定地點打算找自己的父親，但在他的藏身之處看見滿地的屍體後開始對他感到恐慌。潔瑪在芭比的幫助下重回神盾局和費茲團圓，而眾人也發現芭比就是杭特滿口的“邪惡”前妻；而考森也開始對自己所刻的圖文開始有所頭緒。同時，神秘醫生親自去找懷特霍，將方尖碑提供給他後打算給他合作摧毀神盾局，順便奪回女兒。 |             |                                                          |                            |                                         |                |                       |
| 28 | 6           | 破碎家庭 A Fractured House                               | 朗·安德伍                  | 雷夫·賈金斯 ＆ 蘿倫·列弗朗              | 2014年10月28日 | 4.44                  |
| 九頭蛇的一夥雇傭兵偽裝成神盾局的人，突襲聯合國秘書處的一場會議，所用的武器為帶有方尖碑腐化能量的「齒輪分裂炸彈」。期間，神盾局背下黑鍋時，沃德的哥哥、美國參議員克里斯迪安·沃德現身，對世界發表一大堆關於神盾局的醜聞，甚至打算提供一個反神盾局的提案。潔瑪回到神盾局不久開始和費茲修補關係，但費茲因為不接受她突然間離開，屢次回去跟他結識的新電機師麥克交流。考森親自會面克里斯迪安提出一個雙贏策略，而絲凱也在期間跑去審問沃德，而就在沃德拼命解釋克里斯迪安是如何的一個“操縱大師”時，考森會面克里斯迪安所得出的當年實情卻剛好相反。就在神盾局開始對兩個沃德的說法感到捉摸不定時，克里斯迪安答應自己會撤除提案，條件就是他們將沃德移送給他們進行法辦。同時，梅帶隊抓獲所有襲擊聯合國的九頭蛇雇傭兵，並與塔伯特正式達成共識。就在考森將沃德移送出去時，沃德卻輕易將自己的手骨脫臼而掙脫手銬、奪槍逃出監禁。 |             |                                                          |                            |                                         |                |                       |
| 29 | 7           | The Writing on the Wall                                  | 文森·米斯亞諾              | 克雷格·提特利                           | 2014年11月11日 | 4.27                  |
| 逃亡在外的沃德從一個應急保險箱中獲取物資，穿上炸彈背心讓所有跟蹤他的特工們無從下手。另一邊，考森發現自己刻牆圖的副作用越來越頻繁，而這時候剛好找到一個身上被刻滿同樣圖文而死亡的前神盾局女特工，潔瑪驗完屍體後彙報該特工是大溪地計畫的其中一個病人，並且殺她的人的身體裏也同樣有GH藥物。為此，考森為了查出兇手與真相而再次搬出腦波挖掘機，挖出自己當初掌管大溪地時的經歷，面會病人、看著他們一個一個畫圖或是陷入瘋狂狀態、最後還將一個極不配合的特工拖去清除記憶；最後發現該名特工塞巴斯蒂安·德瑞克就是兇手。考森獨自跑出去找到最後一個沒被殺死的大溪地病人，其如今已經清除記憶變成一個電焊工的漢克·湯普森，但德瑞克卻搶先到達將考森和漢克截獲，說自己是通過將圖文刻在自己身上才奪回記憶。考森在漢克的幫助下脫離，將德瑞克拖到二樓後給他展示漢克所製作的火車城市模型，並且發現模型從最上面角度看也是同樣的圖文，最後才發現牆圖其實是一座「神秘遺跡」的藍圖。同時，沃德來到九頭蛇的一間接頭酒吧會見巴克希，但問完一些事情後屠殺所有人，僅將巴克希綁起來留給神盾局審訊，最後得到所需的一切資源，準備去找哥哥克里斯迪安算舊賬。 |             |                                                          |                            |                                         |                |                       |
| 30 | 8           | 埋藏的回憶 The Things We Bury                            | 米蘭·伽羅夫                | DJ·多爾                                 | 2014年11月18日 | 4.58                  |
| 沃德襲擊回家途中的克里斯迪安，將他帶回自己的老家，挖出當年的水井後通過逼供才讓他一五一十地供出：自己當年為了報復父母而通過將弟弟扔進水井來借此傷害他們；沃德將所有對話內容錄下來作為證據後殺死他和自己的父母，最後還是放一把火燒毀自己的老家。同時，考森帶隊前往美國空軍的基地打算通過黑進他們的系統來找出城市的位置，但卻遭到九頭蛇的伏擊；崔普受傷後流血不止，而此時神秘醫生現身為崔普療傷，同時也和考森聊起所有的事情，介紹方尖碑真實名字為「預言者」，說它是兩隊都在尋找的外星城市的關鍵物品。芭比在審問巴克希時問出丹尼爾·懷特霍的驚人秘密，梅等人查找資料後得知身為沃納爾·萊茵哈特的懷特霍，於1945年時被佩姬·卡特逮捕後被判處終身監禁，關押四十四年後被亞歴山大·皮爾斯協助釋放，並找回自己當年所找到的一位對方尖碑免疫的華裔女子，其如今從一個中國村莊抓回來後還是和當年一樣年輕。為此，懷特霍將她開膛破肚，從她身上提取出血液細胞後，成功讓自己恢復青春。回到現在，沃德解決家庭矛盾後前來支援懷特霍，而神秘醫生也同時跑回來，但也開始私下準備對懷特霍進行報仇，而當初被懷特霍肢解的女子就是他的妻子。 |             |                                                          |                            |                                         |                |                       |
| 31 | 9           | ...Ye Who Enter Here                                     | 比利·吉爾哈特              | 保羅·賽貝薛斯基                         | 2014年12月2日  | 5.36                  |
| 考森與梅等人兵分兩路，考森帶隊來到位於聖胡安波多黎各地底下的「外星遺跡」，而梅帶隊來到溫哥華營救被九頭蛇追殺的蕾娜。蕾娜在之後為絲凱講解方尖碑和外星城市，兩者都是古時候降臨地球的外星種族「克里人」所創造，並告訴她，她們倆是唯一被選中能夠進入城市的人，對於其他沒有被選中的人都是死路一條。絲凱為此打算警告即將進入城市的眾人，卻一直沒有信號；突然間，九頭蛇的軍隊挾持整架巴士，與其合作的沃德走進來將蕾娜帶回去後，為了兌現承諾而將絲凱也一起帶走，但他走前還是將巴士放過去。另一方面，考森等人打開通往地下遺跡的大門後，麥克首先進去卻中某種符咒，開始泛紅眼、失去自我般的襲擊其他人，最後被考森重擊後掉回洞中。同時，懷特霍得知沃德將飛機放走而感到不滿，於是命令忠於他、仍然帶著毀壞面具而持有梅的面孔的三十三號特工，讓她下令將飛機於空中擊毀。 |             |                                                          |                            |                                         |                |                       |
| 32 | 10          | What They Become                                         | 麥克·辛伯格                | 傑佛瑞·貝爾                             | 2014年12月9日  | 5.29                  |
| 九頭蛇的戰機受令對巴士開火，梅透過丟出貨櫃才讓巴士逃過一劫。懷特霍抵達波多黎各的位於外星遺跡正上方的廢棄劇院，沃德將絲凱帶到神秘醫生的面前，醫生見到女兒後先自我介紹名為凱文，講述懷特霍殺死她母親的事情。但懷特霍識破凱文打算對自己復仇、包括沃德準備背叛自己選擇救絲凱的事情，於是將他們分開關押。絲凱雖然被沃德鬆綁，但她信不過沃德而開槍擊傷他。凱文逃出去追上懷特霍時剛要殺他，但考森搶先開槍殺死懷特霍，凱文見自己的復仇目的落空，悲憤之下與考森對打至兩敗俱傷，絲凱跑來阻止他而讓凱文放棄念頭，離開前對絲凱叫出本名「黛西」；見懷特霍被殺而失去信念的三十三號，最後和沃德一起離開現場。絲凱隨後進入遺跡，追上來的考森被仍然遭受控制的麥克阻擋。絲凱和蕾娜兩人站在遺跡中心目睹預言者啟動，崔普為了救絲凱而追上來，但絲凱和蕾娜突然開始石化變成石繭，崔普踢碎預言者，卻不僅沒來得及阻止，甚至被碎片刺穿身體而石化身亡。不久，絲凱和蕾娜分別從繭中“脫胎換骨”，整座波多黎各發生大地震。在某處，一位“沒有眼睛”的神秘人拿起另一個預言者，給同伴打電話告知「又有新人出現了！你告訴其他人，我來處理！」 |             |                                                          |                            |                                         |                |                       |
| 33 | 11          | Aftershocks                                              | 比利·吉爾哈特              | 傑德·溫登 ＆ 茉莉莎·譚雀羅安            | 2015年3月3日   | 4.48                  |
| 外星遺跡行動以兩敗俱傷告終，神盾局在大地震過後開始收拾坍塌遺跡的殘局，將腐化成石頭的崔普屍體帶回。絲凱從廢墟中被解救後就被隔離檢查，所有人開始默哀崔普的死，麥克被救回後雖然恢復清醒，但也認為這次失敗行動都是考森一手造成、而開始對考森感到憤怒。考森經過此事後開始向九頭蛇展開全面進攻，首先自導自演一場戲放走巴克希，讓他去找九頭蛇的一些高級幹部們求助，放出假消息讓他們“狗咬狗”，最後在領導者們全數被殺下再度逮捕巴克希將他移送法辦。回到波多黎各，潔瑪在炸毀城市之前目睹被轉換成滿身荊棘生物的蕾娜逃出去，蕾娜由於無法接受自己的醜陋模樣，跑回去找凱文求助恢復的方法，卻得知一旦轉換就無法恢復。她企圖引發車禍自殺之前遭到神盾局的圍捕；突然間，「無眼人」突然瞬間移動到眾人面前，將蕾娜救走後再度消失無蹤。費茲檢查數據後得知絲凱的身體在進行某種轉換的同時引發大地震，但在之後親自假造了醫療報告而幫助隱瞞絲凱的秘密，絲凱也因此回到眾人的懷抱中。當晚，神盾局全體人員舉杯紀念崔普時，麥克和芭比卻暗中通過一輛擺在考森辦公室裏的模型車，通過掃描找到福瑞當初送給考森的工具盒的位置，芭比也說她會立刻向“上級”彙報。 |             |                                                          |                            |                                         |                |                       |
| 34 | 12          | Who You Really Are                                       | 蘿可珊·道森                | 德魯·Z·格林伯格                         | 2015年3月10日  | 3.80                  |
| 女戰神希芙再度現身於地球，奉命抓捕一個偽裝成人類的外星人時，被他以鐵錘武器擊中而喪失記憶。希芙被考森等人找到後，用斷層記憶說自己在尋找“卡瓦”，而眾人發現卡瓦代表懷特霍爾一開始尋獲預言者的地點，並在來到此地後抓獲和希芙打鬥的外星人，並找到儲存預言者的盒子。外星人被證實為一個名叫梵塔克的克里人，來到地球上是打算銷毀剩餘的預言者，梵塔克恢復希芙的記憶後開始講述，克里人在古時候發生戰爭時，各方為了召集強大士兵而來到地球修改部分人類的基因，以儲藏在預言者內部的泰瑞根水晶來激活人體元素；此實驗被克里帝國勒令停止下讓它們打道回府，直到今日的聖胡安地下城市的信號被激活。牠來到地球就是為了清除所有痕跡，並殺死所有被泰瑞根水晶感染的人。此時絲凱由於情緒緊張而使得地震襲來，梵塔克和希芙認為她不能留而開始追趕她。芭比奪下鐵錘清除梵塔克的記憶，當希芙追趕絲凱時，絲凱被迫對自己開一顆冷凍槍子彈才讓地震停止。之後，希芙將梵塔克送回阿斯嘉，而絲凱遭受眾人的排擠後，將自己鎖在巴士的審訊室裏。同時，芭比突然打算結束她和杭特再次展開的愛情，但杭特暗中聽見她與麥克之間的秘密，跑去找麥克對質時，麥克發現自己瞞不下去而只能將杭特勒昏。 |             |                                                          |                            |                                         |                |                       |
| 35 | 13          | One of Us                                                | 凱文·譚雀羅安              | 莫妮卡·歐烏蘇·布林                      | 2015年3月17日  | 4.34                  |
| 凱文為了向神盾局報復，招募幾個被原神盾局列入異能名單而遭到軟禁的異能者，考森於是帶芭比前去調查此事。麥克告知芭比關於杭特發現他們行蹤的事情後，芭比在別無選擇下決定在任務結束後帶杭特入伍。另一邊，梅為了幫助絲凱而前去找自己處於分居的前夫，身為精神分析學的大學教授安德魯·迦納，讓有經驗的他和絲凱進行單獨心理輔導。期間，凱文招兵買馬結束後，佔領威斯康辛州馬尼托瓦克一所學校的體育場，考森認出那裡是自己的母校，於是命令梅帶支援過來，而梅在情急之下只能在安德魯與絲凱會診期間，開飛機火速前往。夜晚，凱文對擴音器大聲訴說自己的不滿後，來到體育場中心與走投無路的考森對峙，想借此機會來向世界證明神盾局對異能者的無情，而梅為了阻止只能虛張聲勢將槍對向絲凱。突然間，「無眼人」高登再度用瞬間移動出現在眾人面前，將凱文帶走後再度消失無蹤。考森的隊伍解決其餘的異能者，但絲凱因為激動而開始產生震動，試圖自行抑制住情緒下卻遭到反噬，造成手臂開始慢慢出現粉碎狀態，而安德魯由此發現她已經不能再出任務。與此同時，麥克將杭特帶往一個未知地點，對他公開自己和芭比是為「真正神盾局」賣命，而杭特抬頭後望見一個原始的神盾局標誌。 |             |                                                          |                            |                                         |                |                       |
| 36 | 14          | 九頭蛇之戀 Love in the Time of Hydra                     | 傑西·鮑奇克                | 布蘭特·佛烈契                           | 2015年3月24日  | 4.29                  |
| 考森和梅決定採納安德魯的建議，將絲凱退出前線後，將她移送至位於森林中央的「安全屋」中隱居，並給她帶上可以隱蔽她的能力的手套，讓她可以有更多的時間來學會控制自己的能力。另一方面，沃德與三十三號逃走後日漸康復，幫助她修復臉上破損的面具後，潛入塔伯特的基地將巴克希帶出來，對他以其人之道還治其人之身去進行洗腦，從他口中問出三十三號的本名為卡拉·帕拉馬斯，而卡拉也為此對沃德十分感激。同時，杭特被麥克帶到真神盾局的高級幹部們面前，幹部們包括神盾局應用科技學院院長安娜·威佛、特工湯瑪斯·卡德隆、以及他們的領袖、前神盾局高官羅伯特·岡澤勒斯。岡澤勒斯介紹自己的隊伍是神盾局一個不為人知的派系，建立在透明化的理想制度，表示自己派遣麥克和芭比前去臥底，是由於無法忍受考森近來不穩定的情緒，說自己無論如何都會拯救神盾局。但之後，杭特因為無法忍受芭比出賣自己而決定逃跑，跑出自己所在的神盾局航空母艦「伊利亞德號」後開潛水艇逃跑，逼迫岡澤勒斯等人決定立刻進攻考森的基地。 |             |                                                          |                            |                                         |                |                       |
| 37 | 15          | One Door Closes                                          | 大衛·所羅門                | 蘿倫·列弗朗 ＆ 雷夫·賈金斯              | 2015年3月31日  | 4.26                  |
| 高登於絲凱獨自一人住在小屋時前來拜訪她，介紹自己當初通過迷霧時比她還要年輕，並且花費很多年才獲得感知，最後讓絲凱選擇是否要到屬於他們一類人的一個家園，到那邊去學會控制能力，即使不需要神盾局的掌控。同時，麥克和芭比回來後開始實行計畫，但考森卻搶先識破麥克是間諜的事情而偷偷質問他，而芭比則是與梅打鬥時將工具盒偷出來，最後切斷電力讓麥克跑掉。一瞬間，岡澤勒斯帶隊攻進來，不用幾分鐘就掌控操場基地。岡澤勒斯對考森說明自己的派系成立於神盾局淪陷當天，起始於自己伴隨著芭比、麥克、包括哈特利違背福瑞所下的炸毀船隻的命令，一起拯救幾百個神盾局的忠誠份子；於是就在那一天發現自己必須要拋棄福瑞的秘密主義管制來重塑神盾局。期間，芭比和卡德隆一起奉命去捉拿絲凱，絲凱獨自跑到森林中後為了自保而釋放能力，重傷卡德隆後呼喚高登前來，而高登在第一時間瞬間移動趕到將絲凱帶走。同時，考森在梅的暗中幫助下逃走，來到海灘酒吧時遇到杭特，杭特表明自己決定接下考森的請求，並正式成為一名神盾局特工。 |             |                                                          |                            |                                         |                |                       |
| 38 | 16          | 來世 Afterlife                                           | 凱文·胡克斯                | 克雷格·提特利                           | 2015年4月7日   | 4.24                  |
| 絲凱被高登帶至「來世」（Afterlife）：一個由異能人士組成的天堂家園，絲凱在治療期間結識她的過渡人、有電荷控制能力的林肯·坎貝爾，林肯將自己的種族稱為「異人族」。之後，絲凱遇見她的導師嘉穎，她剛好也身為來世的創建者；絲凱雖然最後發現蕾娜也隱居在此而感到極為不滿，但在嘉穎的說服下只能忍受，而高登也成為蕾娜的過渡人。另一方面，考森和杭特藏在絲凱的安全屋中引誘岡澤勒斯的軍隊過來，打算搶走飛機卻再度被抓獲，但考森此時反而叫來支援、久違的「死亡戰士」麥克·彼得森，順利搶走一架昆式戰機。回到操場基地裏，當岡澤勒斯試圖說服費茲和潔瑪幫他們打開工具盒時，費茲在無法忍受下決定退出而離開基地，但暗中與潔瑪合作掉包工具盒。岡澤勒斯發現考森被彼得森救走後開始懷疑考森正在召集異能者為他工作，於是為了保住自己的名聲而花大力氣說服梅與自己合作。而在外的考森一行人決定從執行獵捕異能者任務的九頭蛇科學家李斯特下手，但因為無從下手而只能跑去求助沃德。 |             |                                                          |                            |                                         |                |                       |
| 39 | 17          | 梅琳達 Melinda                                           | 蓋瑞·A·布朗                | DJ·多爾                                 | 2015年4月14日  | 4.04                  |
| 梅在岡澤勒斯的允許下掌管操場基地，並開始追查考森當上局長後的行徑，最後追查出考森在秘密進行一項不為人知的「西塔规程」，甚至還跟安德魯有過多次聯繫。同時，絲凱開始跟嘉穎進行訓練，最後學會運用自然頻率來控制自己的能力。但嘉穎在最後還是告知絲凱，自己就是她的母親，講述自己多年前被懷特霍開膛破肚後，被凱文用醫術重新拼湊在一起，重獲新生後就開始盡全力尋找女兒；但由於凱文濫用體能增強藥物而淪為一頭不穩定的野獸，於是只能夠將他驅逐出去，借此讓他回歸自我。瞭解一切真相的絲凱開始流淚擁抱母親，但也在她的命令下隱瞞她們的母女關係。嘉穎講述多年前曾經有一對能夠吸食他人情緒的俄羅斯異人母女—伊娃和凱蒂亞·貝里克夫，不相信自己的規矩而偷走一批泰瑞根水晶躲至巴林麥納麥，操縱一群本地黑幫而受到保護。然而，神盾局注意到她們母女時不慎引發一場混亂，母女倆最後雙雙被神盾局號稱「騎兵」的女特工梅琳達·梅殲滅。梅基於被迫親手射殺年幼的凱蒂亞，從此留下難以抹去的陰影；絲凱為此知道梅所承受的真實經歷。當晚，絲凱在嘉穎的要求下，與她和凱文一同坐下來享受一家人的豐盛晚餐，而站在一旁的林肯自從聽過蕾娜所預見未來的話後，以眼前一模一樣的情況得知她們是一家人。 |             |                                                          |                            |                                         |                |                       |
| 40 | 18          | 是敵是友 The Frenemy of My Enemy                         | 凱倫·加菲歐拉              | 莫妮卡·歐烏蘇·布林                      | 2015年4月21日  | 4.45                  |
| 費茲在成功打開工具盒後跑去跟考森等人回合，考森與彼得森一同找回沃德和卡拉提出合作，考森給沃德提議說如這次幫助他，就會讓他以大溪地技術來重獲自由。沃德勉強答應下向他們提供遭受洗腦、聽從命令的巴克希，讓他伴隨著彼得森去接近李斯特，並瞭解到九頭蛇也在追蹤會瞬間移動的高登。同時，嘉穎執意要將凱文放逐出去時，絲凱為了防止他再次情緒失控而決定安撫他的情緒，於是和他來到他的老家再陪他一天。期間，絲凱秘密打給梅尋求幫助時，梅也通過潔瑪黑進的彼得森機器眼中的視角，發現考森正在與沃德合作，於是派遣芭比和麥克前去查看。就在絲凱跟隨凱文來到他的舊辦公室時，從他的家族姓得知自己的本名為「黛西·約翰森」，他們倆突然發現林肯跟在他們後面，而凱文於是得知這是告別而情緒開始失控。此時，九頭蛇的軍隊與考森的團隊一同攻進建築中，領導九頭蛇隊伍的巴克希為了騙取九頭蛇的信任，將對打的林肯和彼得森抓獲帶走，而絲凱在即將被考森所救的一刻還是被高登轉移回去、包括凱文也在最後一刻跟上去。兩隊均撤離的情況下，考森決定對趕來的芭比和麥克投降，表明他願意和他們合作救人並攻打九頭蛇。 |             |                                                          |                            |                                         |                |                       |
| 41 | 19          | The Dirty Half Dozen                                     | 凱文·譚雀羅安              | 布蘭特·佛烈契 ＆ 德魯·Z·格林伯格        | 2015年4月28日  | 4.57                  |
| 考森提議帶領以前的隊伍滲透九頭蛇位於北極的基地，去解救林肯和彼得森，絲凱決定暫時回去神盾局去幫忙解救林肯，而高登同意她的行動，將絲凱秘密轉移回操場總部與眾人團聚。所有人依然仇視著沃德，沃德即使表示懺悔，眾人還是不接受他的道歉。所有人到達基地時，李斯特發射導彈而將巴士炸毀，隊伍全員乘坐昆式戰機降落至地面，以巴克希作為內應而潛入內部。沃德和潔瑪合作營救彼得森，但潔瑪打算暗中拿分裂炸彈暗殺沃德，但巴克希擋在沃德面前後被炸彈腐化身亡，沃德最後選擇放過潔瑪後離開基地，絲凱用震波解救剛要被解剖的林肯，考森將基地電腦的所有關於九頭蛇的資料複製一份，所有人撤離後炸毀整座基地。任務圓滿完成下，在外的沃德打電話請求考森盡可能地接受卡拉，考森將複製的資料秘密傳給瑪莉亞·希爾，告知李斯特逃亡至九頭蛇位於東歐國家「蘇科維亞」的基地，在那裡與沃夫岡·馮·史特拉克會合，讓她通知復仇者聯盟。在來世，嘉穎以放逐的事情向凱文道歉，之後命令蕾娜不准再次用一些無稽之談來操縱自己女兒。蕾娜開始質疑嘉穎的理念，突然預見一個未來：排山倒海的機械人大軍即將踩碎整個世界。註：此集為電影《復仇者聯盟2：奧創紀元》的前奏與起始，部分劇情元素都展現在電影裏。 |             |                                                          |                            |                                         |                |                       |
| 42 | 20          | 傷疤 Scars                                               | 鮑比·洛斯                  | 雷夫·賈金斯 ＆ 蘿倫·列弗朗              | 2015年5月5日   | 4.45                  |
| 「蘇科維亞戰役」結束後，岡澤勒斯等人感謝考森，由於他與福瑞秘密進行的西塔規程：修復升級完成的空中航空總部，才拯救多數蘇科維亞市民。考森決定和岡澤勒斯等人攜手合作，自己指揮著操场基地、讓岡澤勒斯掌管的伊利亞德號作為後援。在來世，蕾娜預見未來時無意間發現一個能夠毀滅整個異人族的終極武器，而嘉穎隨後解釋說那個武器是幾千年前由克里人所創造，質量和屬性都是未知數。為此，蕾娜和高登一起轉移至伊利亞德號上去看個究竟，找到後發現武器是一塊刻著幾個洞的「黑色巨石」：在隨機時間下會突然化為泉水狀態後再度混元歸一。兩人隨後被神盾局發現，而神盾局也利用九頭蛇的方法反追蹤高登至來世的所在位置，絲凱請求考森讓神盾局和自己的族人進行和談，於是伴隨著康復的林肯與高登一起回去說服嘉穎。期間，留在基地的卡拉用梅的面孔將芭比騙出去後，和在外的沃德一起抓獲她。此時，岡澤勒斯帶隊來到來世，獨自坐下來與嘉穎會談後表示自己的為了安全起見下的要求，而嘉穎聽完後卻拿起一顆帶有預言者腐化能量的水晶，摔碎釋放出迷霧使得不是異人的岡澤勒斯腐化成石頭，大喊她不會讓神盾局干涉自己女兒和族人的自由。嘉穎隨後對自己開兩槍後跑出去，謊稱岡澤勒斯槍擊過她，正式開啟神盾局和異人族之間的戰爭。 |             |                                                          |                            |                                         |                |                       |
| 4344 | 2122        | 求救訊號 S.O.S.                                          | 文森·米斯亞諾比利·吉爾哈特 | 傑佛瑞·貝爾傑德·溫登 ＆ 茉莉莎·譚雀羅安 | 2015年5月12日  | 3.88                  |
| 嘉穎假造神盾局攻擊來世的假像，所有異人戰士包括絲凱一致決定為民族作戰。蕾娜試圖警告絲凱說嘉穎在誤導她的民族，而絲凱直到親眼看見嘉穎一刀刺殺蕾娜後才發現母親的真面目，而她也因此被禁錮。沃德和卡拉將芭比綁架到一棟樓裏後，沃德還製造一個開門觸動的槍械機關，當杭特等人追到大樓裏時，芭比為救杭特而親自擋下一槍，使她被杭特抬回去緊急治療；而沃德則因中計而誤殺死卡拉。另一邊，凱文被送至操場基地後，考森通過降低房間溫度來逼他說實話，但凱文心跳突然停止，潔瑪對他注射腎上腺時，卻讓凱文變成一個力大無窮的變異怪物。考森用「撞城锤」制服凱文，說服他跟自己合作就能救下女兒。與此同時，嘉穎帶領異人攻下伊利亞德號，抓獲所有神盾局特工們，發出假求救信號引來所有神盾局的人。絲凱點醒迷失方向的林肯，林肯與梅合作奪回艦橋，而考森、費茲與麥克三人合作用磁場困住並殺死高登。考森緊急接住一顆即將落地的水晶時，被腐化的手被麥克一斧頭砍掉才保住性命。嘉穎開始將水晶載至一架昆式戰機上，絲凱用震波將整架戰機擊入海中。嘉穎為此失望而開始雙手來吸乾女兒的生命，為救女兒的凱文只好忍痛殺死他親手救活的愛妻嘉穎。戰後，林肯在內的異人們認清事實後全部逃亡至世界各地，芭比搶救及時而日漸康復，梅決定與安德魯出去休假。凱文與絲凱擁抱至別後，在大溪地技術下清除所有相關記憶，最後被安排成為一名普通獸醫；考森決定起草由絲凱所帶領的「秘密武士」，招收有天賦的異人與神盾局並肩作戰。痛失愛人的沃德開始在外拉幫結派，重塑群龍無首的九頭蛇。掉入海底的一箱水晶經過海水分融後，混入魚群裏、被人類打撈上來、做成無數瓶魚油運往世界各地。與此同時，費茲終於鼓起勇氣約潔瑪出去吃晚餐，但潔瑪卻在巨石櫃子沒關好的情況下，被瞬間化為水狀的巨石吸進去…… |             |                                                          |                            |                                         |                |                       |

## 收視
| 總集數 | 集數 | 標題                                        | 播出日期       | 收視／份額 （18–49歲） | 收視 （百萬） | DVR （18–49歲） | DVR收視 （百萬） | 加總 （18–49歲） | 總收視 （百萬） |
| ------ | ---- | ------------------------------------------- | -------------- | ---------------------- | ------------- | --------------- | ---------------- | ---------------- | --------------- |
| 23     | 1    | 陰影（Shadows）                             | 2014年9月23日  | 2.1/6                  | 5.98          | 1.6             | 4.00             | 3.6              | 9.66            |
| 24     | 2    | 任重道遠（Heavy Is the Head）               | 2014年9月30日  | 1.8/5                  | 5.05          | 1.3             | 3.33             | 3.0              | 7.90            |
| 25     | 3    | 狐潛鼠伏（Making Friends and Influencing People）   | 2014年10月7日  | 1.7/5                  | 4.73          | 1.2             | 2.78             | 2.8              | 7.25            |
| 26     | 4    | 正面迎敵（Face My Enemy）                   | 2014年10月14日 | 1.7/5                  | 4.70          | 1.3             | 3.1              | 3.0              | 7.80            |
| 27     | 5    | 鷄在狼巢（A Hen in the Wolf House）                 | 2014年10月21日 | 1.6/4                  | 4.36          | 1.3             | 3.27             | 2.9              | 7.63            |
| 28     | 6    | 破碎家庭（A Fractured House）                       | 2014年10月28日 | 1.7/5                  | 4.44          | 1.3             | 3.0              | 3.0              | 7.44            |
| 29     | 7    | 牆圖之謎（The Writing on the Wall）                 | 2014年11月11日 | 1.5/4                  | 4.27          | 1.4             | 3.30             | 2.9              | 7.60            |
| 30     | 8    | 埋藏的回憶（The Things We Bury）            | 2014年11月18日 | 1.6/5                  | 4.58          | 1.3             | 3.13             | 2.9              | 7.70            |
| 31     | 9    | 入此門者…（...Ye Who Enter Here）                    | 2014年12月2日  | 1.8/5                  | 5.36          | 1.3             | 3.28             | 3.1              | 8.63            |
| 32     | 10   | 異人進化論（What They Become）                        | 2014年12月9日  | 1.7/5                  | 5.29          | 1.3             | 3.02             | 3.0              | 8.31            |
| 33     | 11   | 餘震（Aftershocks）                             | 2015年3月3日   | 1.6/5                  | 4.48          | 1.3             | 3.03             | 2.9              | 7.51            |
| 34     | 12   | 真實的身份（Who You Really Are）                      | 2015年3月10日  | 1.5/4                  | 3.80          | 1.1             | 2.82             | 2.6              | 6.62            |
| 35     | 13   | 我們一份子（One of Us）                               | 2015年3月17日  | 1.6/5                  | 4.34          | 1.2             | 3.06             | 2.8              | 7.39            |
| 36     | 14   | 九頭蛇時期之戀（Love in the Time of Hydra） | 2015年3月24日  | 1.5/5                  | 4.29          | 1.3             | 2.99             | 2.8              | 7.28            |
| 37     | 15   | 封閉一扇門（One Door Closes）                         | 2015年3月31日  | 1.4/4                  | 4.26          | 1.1             | 2.65             | 2.5              | 6.91            |
| 38     | 16   | 來世（Afterlife）                           | 2015年4月7日   | 1.5/5                  | 4.24          | 1.1             | 2.68             | 2.6              | 6.92            |
| 39     | 17   | 梅琳達（Melinda）                           | 2015年4月14日  | 1.6/5                  | 4.04          | 1.1             | 2.72             | 2.7              | 6.76            |
| 40     | 18   | 敵人的友敵（The Frenemy of My Enemy）                 | 2015年4月21日  | 1.6/5                  | 4.45          | 1.1             | 2.57             | 2.7              | 7.02            |
| 41     | 19   | 黑暗的一面（The Dirty Half Dozen）                    | 2015年4月28日  | 1.5/5                  | 4.57          | 1.1             | 2.67             | 2.6              | 7.24            |
| 42     | 20   | 傷疤（Scars）                               | 2015年5月5日   | 1.5/5                  | 4.45          | 1.1             | 2.65             | 2.6              | 7.10            |
| 43     | 21   | （S.O.S.）                                  | 2015年5月12日  | 1.3/4                  | 3.88          | 1.2             | 不適用           | 2.5              | 不適用          |
| 44     | 22   | （S.O.S.）                                  | 2015年5月12日  | 1.3/4                  | 3.88          | 1.2             | 不適用           | 2.5              | 不適用          |
| 平均   | 平均 | 平均                                        | 平均           | 1.6                    | 4.47          | 1.2             | 2.99             | 2.8              | 7.46            |

## 外部連結
- 官方网站（英文）
- 《《神盾局特工》》各集列表 来自互联网电影数据库
- 製作公司官方網站 （页面存档备份，存于）（英文）